# Лос-Гуайос
Лос-Гуайос (исп. Los Guayos) — город в Венесуэле, центр одноименного городского округа, находится в агломерации Валенсии. Население — 30 тыс. жителей (2001). Название происходит от индейского (Аравак) слова «уайос», вещества, похожего на резину и добываемого из коры дерева «уаялес».
Лос-Гуайос в настоящее время практически слился с соседними городами. Непосредственно к северу и северо-западу от города лежит автострада, соединяющая Каракас и Валенсию. Через город с северо-востока на юго-восток течёт река Лос-Гуайос.
Колониальная церковь Святого Антония Падуанского, известная также просто как церковь Лос-Гуайос, является одной из старейших в стране. Собственно церковь была построена в 1650 году; в это время её в основном посещали живущие вокруг индейцы. Колокольня была возведена в 1779 году.

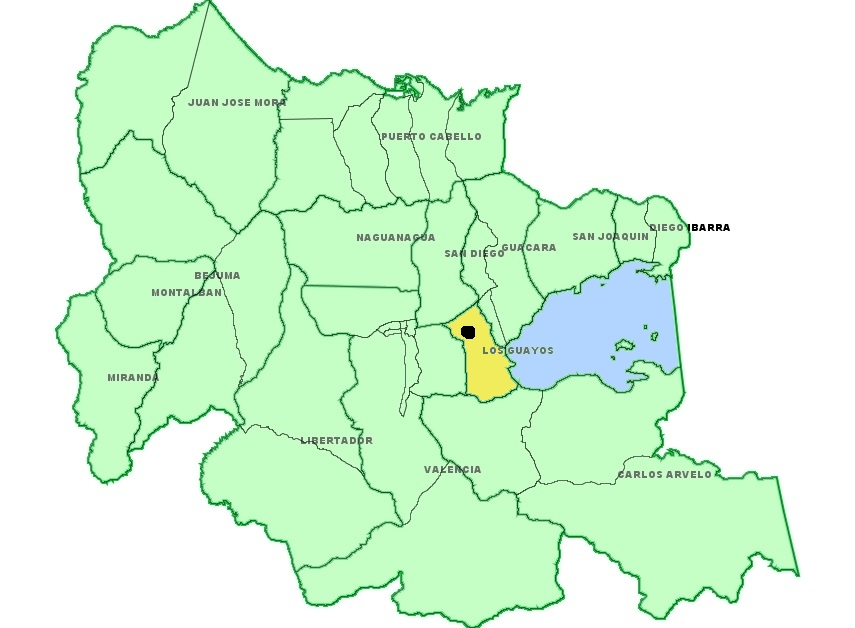
Лос-Гуайос в Карабобо

## История
Датой основания города считается 20 февраля 1694 года, когда Франсиско Берротеран, губернатор провинции Венесуэла, объявил Лос-Гуайос «городом индейцев». На территории, занимаемой сейчас городом, жило индейское племя Гуайос. В 1751 году жители города присоединились к восстанию Франсиско де Леона против Гипускоанской Компании. В 1812 году во время войны Американских колоний за независимость войска Франсиско де Миранды вошли в город, чтобы преградить дорогу испанским войскам. В начавшемся сражении войска Миранды побеждали, пока один из офицеров не перешел на сторону противника. После этого отряд Миранды распался.